# Cimon del Froppa
Der Cimon del Froppa ist ein 2932 m s.l.m. hoher Berg in den Dolomiten in der italienischen Provinz Belluno. Er bildet die höchste Erhebung der Marmarole, einer abgelegenen Gebirgsgruppe im nordöstlichen Teil der Dolomiten, und wird vergleichsweise selten bestiegen.

## Lage und Umgebung
Der Cimon del Froppa erhebt sich im östlichen Teil der Marmarole auf dem Gemeindegebiet von Auronzo di Cadore. Die Forcella Froppa (2790 m) trennt den Cimon und seine unmittelbaren Nebengipfel Piccolo Cimon und Cima Petoz (2877 m) vom Monte Froppa (2840 m) am Hauptkamm der Marmarole. Eine weitere Scharte, die Forcella Marmarole (2661 m), bildet den Übergang zum Cresta degli Invalidi und der besonders markanten Croda Bianca (2841 m), die den Cimon del Froppa, aus dem südlichen Piavetal gesehen, deutlich zu überragen scheint. Ein weiterer wichtiger Nachbargipfel ist die nordöstlich gelegene Punta Teresa (2866 m). In einem Kar nördlich des Gipfels lag der Gletscher Froppa di Fuori.

## Alpinismus

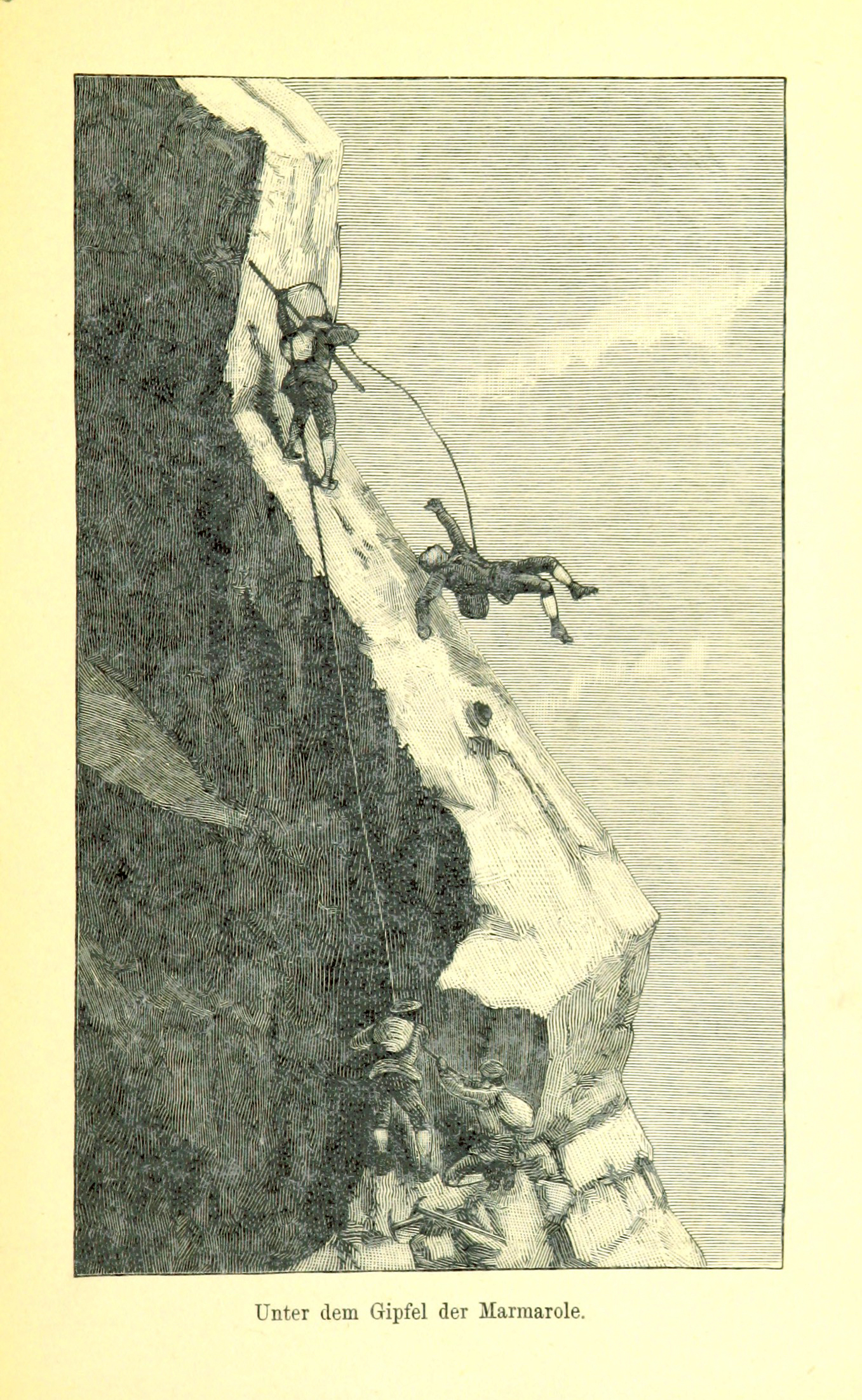
Sturz Emil Zsigmondys unterhalb des Gipfels

Ein erster Expeditionsbericht datiert aus dem Jahr 1867. Der Bersaglieri-Kapitän Giuseppe Somano schilderte eine Besteigung gemeinsam mit dem jungen Gamsjäger Giovanni Battista Toffoli (1846–1918), bekannt als „Petoz“: „Gut ausgestattet mit Seilen, Nägeln, Strickleitern und Proviant für drei Tage gingen wir durch das Tuoro-Tal und über die Podos-Flur, weil sie einer Wendeltreppe ähnelt.“ Laut Somano erreichten die beiden den „nur vom Antelao überragten Gipfel“ am späten Vormittag des 19. Oktober und gerieten danach in ein Unwetter, sodass sie die folgende Nacht in einer Almhütte verbringen mussten. Aufgrund der technischen Schwierigkeit des Gipfelanstiegs, aber auch, weil der Bericht den Namen Cimon del Froppa nicht nennt und Somano/Petoz keinen unwiderlegbaren Beweis hinterließen, gilt diese Besteigung als zweifelhaft.
Der damals bekannteste Ampezzaner Bergführer Santo Siorpaes war knapp fünf Jahre später von der Unberührtheit des Cimon del Froppa überzeugt. Am 19. Juli 1872 führte er eine Sechserseilschaft, bestehend aus dem Briten William E. Utterson Kelso, C. J. Treumann, Joseph Baur und seinen Bergführerkollegen Peter Salcher und Luigi Orsolina auf den Gipfel. Wie Kelso später im Alpine Journal berichtete, erreichte die Gruppe den Cimon über den Gletscher und eine anspruchsvolle Felsplatte, die mithilfe eines 18 Meter langen Seils wieder abgeklettert wurde. Auf dem Gipfel baute man einen von unten ersichtlichen Steinmann und deponierte eine Schnupftabakdose.
In den folgenden Jahren wurde der Cimon del Froppa immer häufiger bestiegen, im Juli 1878 etwa durch Loránd Eötvös und Michel Innerkofler. Julius Kugy und Pacifico Orsolina erklommen den in den Worten Kugys „für seine außergewöhnliche Schwierigkeit berüchtigten Gipfel“ im August 1884. Führer Orsolina zog der Legende nach seine Strümpfe aus, um mehr Halt auf dem Fels zu haben, verletzte sich dabei aber die Füße. Laut Kugy waren Ludwig Purtscheller und Emil Zsigmondy wenige Tage zuvor an einer Besteigung gescheitert. Eine Zeichnung mit der Beschriftung „Unter dem Gipfel der Marmarole“ in Zsigmondys 1885 erstmals veröffentlichtem Werk Die Gefahren der Alpen zeigt einen Sturz an der Schlüsselstelle. Im Juni 1890 trugen sich auch Ludwig Darmstaedter und Veit Innerkofler in die Liste der Besteiger ein.

## Aufstieg
Der Gipfel des Cimon del Froppa ist auch heute ausschließlich auf Kletterrouten erreichbar. Nicht zuletzt aufgrund der geringen touristischen Erschließung der Marmarole wird er weniger häufig bestiegen als andere Dolomitenberge dieser Höhe. Der durchgehend markierte Aufstieg kann wahlweise von Norden aus dem Val d’Ansiei oder von Süden von Calalzo di Cadore erfolgen. Stützpunkte sind das Bivacco Tiziano auf der Nord- und das Rifugio Chiggiato auf der Südseite.
- Ein möglicher Ausgangspunkt im Val d’Ansiei ist die Colonia Alpina Domenico Savio (1055 m) an der SS48 elf Kilometer taleinwärts von Auronzo di Cadore. Von dort erreicht man auf einem Wanderweg in 3½ Stunden das Bivacco Tiziano (2246 m) unterhalb der Nordabstürze der Marmarole. Der weitere Aufstieg führt über Schrofen und Schutt in 2½ Stunden zur Forcella Froppa (2790 m).
- Von Calalzo (806 m) führt zunächst eine Asphaltstraße ins Val d’Oten. Nordseitig gelangt man auf einem Wanderweg zum Rifugio Chiggiato (1911 m) vor der Südabdachung des Gebirgsmassivs. Über einen Klettersteig geht es zur Forcella Giau de la Tana (2650 m) und in vier Stunden ab der Hütte zur Forcella Froppa.[2]

Der von Kugy/Orsolina 1884 erstbegangene Normalweg führt von der Scharte in 1½ Stunden zum Gipfel. Entlang der Ostseite des Berges erreicht man den Wandfuß nahe der Forcella Kugy. Nach der leicht überhängenden Schlüsselstelle (III) erfolgt unschwierige Kletterei (I–II) zum Gipfelkreuz. Der Abstieg kann über denselben Weg oder alternativ über eine Abseilstelle erfolgen, für die mindestens 30 Meter Seil notwendig sind.